# Campeonato Mundial de Atletismo de 2029
El XXII Campeonato Mundial de Atletismo se celebrará en el año 2029 bajo la organización de World Athletics.

## Candidaturas
Las siguientes federaciones nacionales han presentado su candidatura para realizar este campeonato:
- Londres ( Reino Unido).[1]
- Nairobi ( Kenia).[2]
- India.[3]